# Hiemalora
La Hiemalora (gen. Hiemalora) è un enigmatico organismo estinto, vissuto nel Precambriano superiore (Ediacarano, circa 550 milioni di anni fa). I suoi resti sono stati ritrovati in Russia settentrionale e in Nordamerica.

## Descrizione
I fossili, del diametro di circa 3 centimetri, mostrano un organismo di forma simile a quella degli anemoni di mare. Era presente un corpo a forma di sacco, con linee che si irradiavano dal centro, originariamente interpretate come tentacoli; la scoperta di una struttura simile a una fronda, probabilmente attaccata ad alcuni esemplari, ha però spinto alcuni paleontologi a ipotizzare che Hiemalora fosse in realtà un peduncolo di un organismo più grande. Altri resti rinvenuti in Nordamerica, completi di evidenti tentacoli, hanno rimesso in discussione quest'ultima interpretazione.

## Classificazione
Questa interpretazione dei resti sarebbe in contrasto con l'originale classificazione di Hiemalora, ritenuto un rappresentante degli cnidari oppure dei condrofori. In effetti, la fossilizzazione dei presunti “tentacoli” sarebbe stata davvero difficile per strutture così fragili. Resti simili, rinvenuti negli stessi depositi e appartenenti al genere Cyclomedusa, non presentano la minima traccia di tentacoli. La iemalora, quindi, è attualmente considerata uno dei numerosi organismi dell'Ediacarano dalle incerte affinità.